# 長谷川時雨
長谷川 時雨（はせがわ しぐれ、1879年〈明治12年〉10月1日 - 1941年〈昭和16年〉8月22日）は、明治から昭和期の劇作家、小説家。雑誌や新聞を発行して、女性の地位向上の運動を率いた。本名：長谷川 ヤス（康子）。内縁の夫は三上於菟吉、末妹は画家・随筆家の長谷川春子。

## 生涯

### 生い立ち
東京府日本橋区通油町1丁目（現在の東京都中央区日本橋大伝馬町3丁目）に、深造・多喜の長女として生まれた。深造は日本初の免許代言人（弁護士）の一人で、東京市会の有力者でもあった。多喜は御家人の娘であった。
5歳から12歳まで、秋山源泉小学校で寺子屋式の代用小学校で教育を受け、かたわら、長唄、踊り、お花、お茶、当時流行の二弦琴などの女子の躾けを受け、祖母には芝居へ連れられた。女に学問は不要という母に隠れて本を読み、14歳から行儀見習いに奉公した池田詮政侯爵家でも、夜分は読書に耽った。17歳のとき肋膜炎を病んで家に戻り、佐佐木信綱の竹柏園に通って古典を学んだ。
1897年（明治30年）、18歳の時に父の命で成金の鉄問屋、水橋家の次男・信蔵と結婚。遊び人で実家から勘当された身だったが、当時岩手の釜石にあった日本で唯一の製鉄所で3年ほど頑張れば勘当が解ける約束だったという。ただ僻地に来たからといって遊び癖は抜けず、何かにつけて東京へ行っては中々帰ってこないので、釜石に独り残されたその間に勉強、習作し、1901年には短編『うづみ火』を投稿して『女学世界』誌の特賞に選ばれた。その時は本名の『水橋康子』を筆名としたが、のち『しぐれ女』『長谷川康子』『奈々子』なども使った。
離婚を決意して1904年に帰京し、引責辞職していた深造と佃島の屋敷に住んだ（離婚は3年後）。多喜は箱根で旅館を営んでいた。築地の女子語学校（現、雙葉学園）の初等科に2年通った。岡田八千代と知り合った。

### 作家活動
1905年（明治38年）、読売新聞の懸賞に応募した戯曲「海潮音」が、坪内逍遙に認められて入選し、逍遙に師事した。「海潮音」は新派の喜多村緑郎、伊井蓉峰らによって上演される。次いで日本海事協会の脚本募集に「覇王丸」が当選し、「花王丸」と改題されて市村羽左衛門らによって歌舞伎座にて上演されて注目を集め、写真がプロマイド屋で売られるほどだった。そして次々と新作を発表して上演され、人気作者になった。釜石時代から文通した中谷徳太郎との仲が深くなり、1912年の第1次『シバヰ』誌にともに寄稿し、さらに翌年の第2次『シバヰ』5冊を中谷と発行したが、喧嘩別れした。1912年には六代目尾上菊五郎らと『舞踊協会』を作って8回公演し、次いで翌年、『狂言座』を菊五郎と結成したが、公演2回で挫折した。舞踏劇として「江嶋生島」「空華」などを発表。
この頃甥の育児・事業に躓いた母の面倒見・父の看病・鶴見への引っ越しなどに多用で、劇評は続けたものの、演劇界からは退いた。菊五郎とは生涯の親友であった。また古今の女性を題材にした美人伝、名婦伝を『読売新聞』『東京朝日新聞』『婦人画報』『婦人公論』などに発表し、「美人伝の時雨か、時雨の美人伝か」と言われるほどの人気となり、1911年『日本美人伝』、翌年『臙脂伝』を刊行。
1916年（大正5年）、無名だった三上於菟吉と知り合い、押し掛けられるように1919年から内縁関係の世帯を持つ。以降は12歳年上の姉さん女房として、三上を世に出すことに努めたが、1921年頃から売れ出した三上は妾を囲い芸者を侍らせ放蕩三昧となり時雨を悩ませた。父没後の母らの世話に忙しい時期でもあった。

### 女人藝術

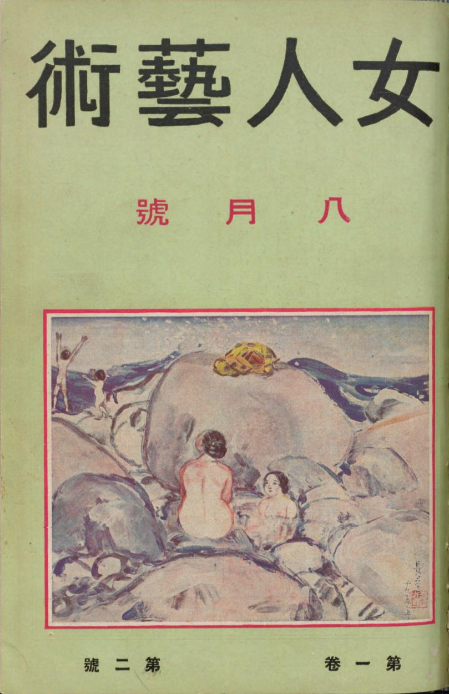
長谷川らが1928年に創刊した『女人藝術』

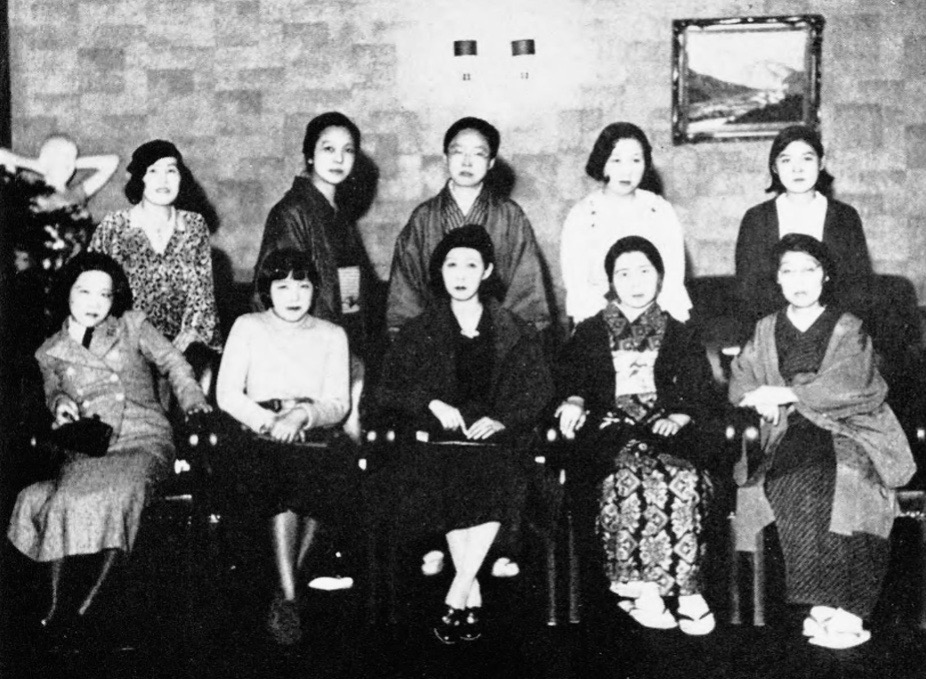
1934年4月16日、公開されて間もないアメリカ映画『生活の設計』について語る座談会が日比谷ダイビルのレインボーグリルで開かれた。前列左から、林芙美子、三宅艶子、原信子、円地文子、長谷川時雨。後列左から、長谷川春子、富本一枝、岡田禎子、松山房枝、松山みつえ。

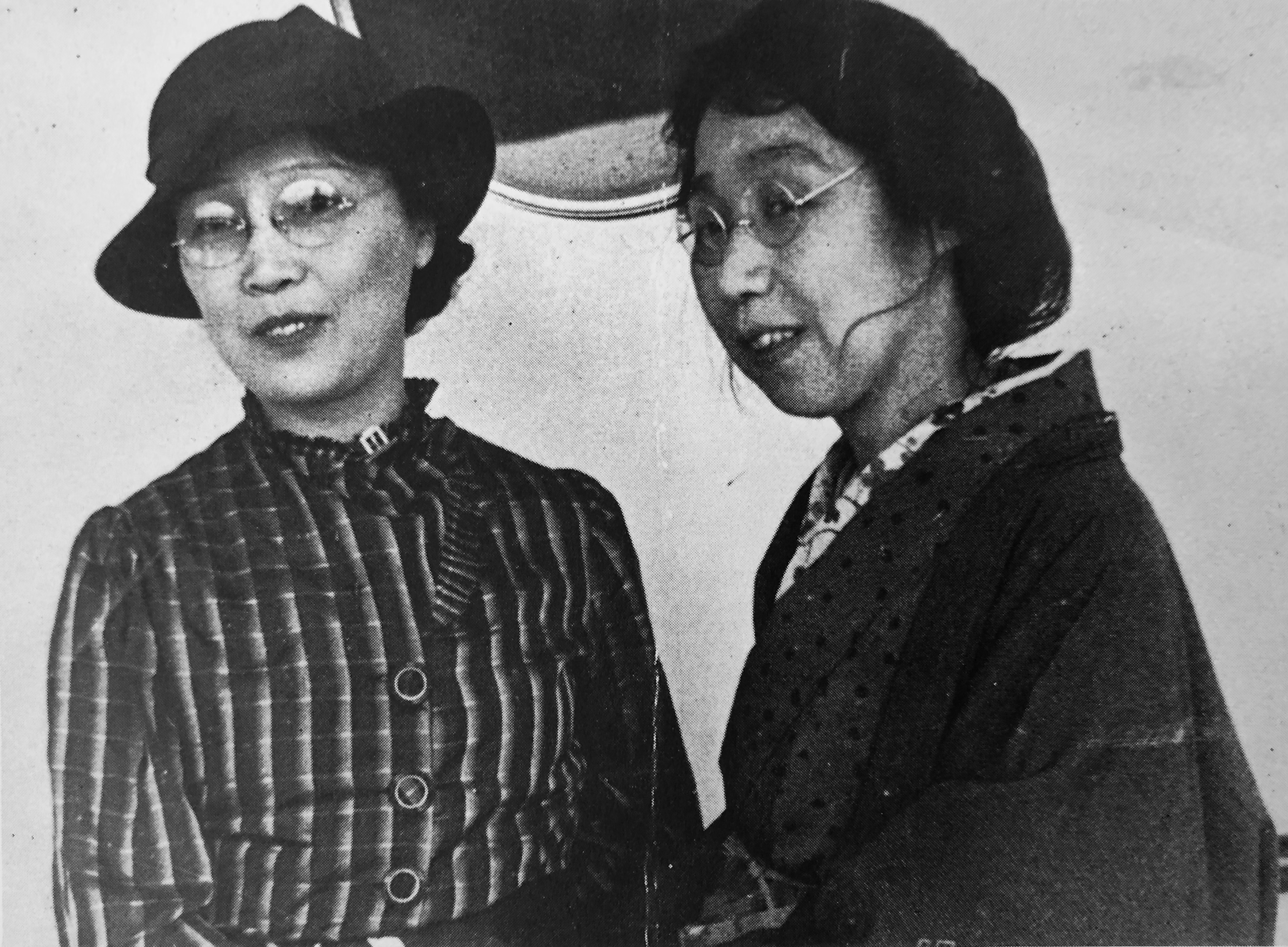
田村俊子（左）、長谷川時雨（右）

1923年（大正12年）、岡田八千代との同人雑誌、前期『女人藝術』を出したが、関東大震災のため、2号で終わった。
1928年（昭和3年）、女性作家の発掘・育成と女性の地位向上のため、商業雑誌『女人藝術』を創刊した。大衆文学に転じて流行作家になっていた三上が、費用を負担した。時雨は文化人らを招いてレインボー・グリルで創刊披露の会を開いたり、日本青年館で音楽と映画の夕べを開くなどして宣伝にも務めたが、優れた執筆陣が集まって多くの作家を生み出した。自伝的作品『旧聞日本橋』も同誌に連載されている。しかし世相のなかで徐々に左傾し、たびたび発禁処分を受け、資金に詰まり、1932年の48号目までで廃刊した。
1933年、『女人芸術』の仲間に励まされ、『輝ク会』を結成して、機関紙『輝ク』を発刊した。今度は、タブロイド判二つ折り4ページの、月刊の小型新聞で、発行・編集人は時雨、発行所は赤坂桧町の自宅、会員の会費で足らぬ分は時雨が自腹でまかなった。『女人芸術』の執筆者、新顔、男性陣を含む大勢が狭い紙面を充実させた。年齢順で、長谷川時雨、岡田八千代、田村俊子、柳原白蓮、平塚らいてう、長谷川かな女、深尾須磨子、岡本かの子、鷹野つぎ、高群逸枝、八木あき、坂西志保、板垣直子、中村汀女、大谷藤子、森茉莉、林芙美子、窪川稲子、平林たい子、円地文子、田中千代、大石千代子 /三上於菟吉、直木三十五、獅子文六、葉山嘉樹、大佛次郎など。会員からの投稿も多かった。『女人芸術』誌の後期の左傾を精算したような、編集だった。会員仲間でピクニックや観劇もした。
1936年（昭和11年）、三上於菟吉が脳血栓で倒れ、看病し、彼の新聞連載を代筆した。そして翌年、関東軍が支那事変を始め、『輝ク』は前線の兵士や遺族、留守家族らの慰問など『戦争応援』の方向へ旋回し、1937年10月の『輝ク』は『皇軍慰問号』であった。旋回に会員間の摩擦により、1938年には2度の休刊する。1939年（60歳）、女性の銃後運動を統率する『輝ク部隊』を結成し、慰問袋を募って送り、戦死者の遺族や戦傷者を見舞い、占領地や戦地に慰問団を派遣した。
1940年、陸海軍の資金により、文芸誌『輝ク部隊』および『海の銃後』を編んで、紀元二千六百年の前線へのお年玉とし、同年5月には北支、中支、南支にわたり海軍部隊を慰問した。
1941年1月にも『海の勇士慰問文集』を送った。『女人芸術』誌以来の本格的な雑誌であった。その1月から、『輝ク部隊』の『南支方面慰問団』の団長として、台湾・広東・海南島などを約1ヶ月強行軍した。その後も忙しくして、発病し、白血球顆粒細胞減少症のため8月22日早暁、慶應病院で没した。24日芝青松寺で営まれた『輝ク部隊葬』には600人が焼香、鶴見總持寺の長谷川家代々の墓地に葬られた。また『輝ク』は追悼号を出してのち、11月の103号で終刊した。

## 作品

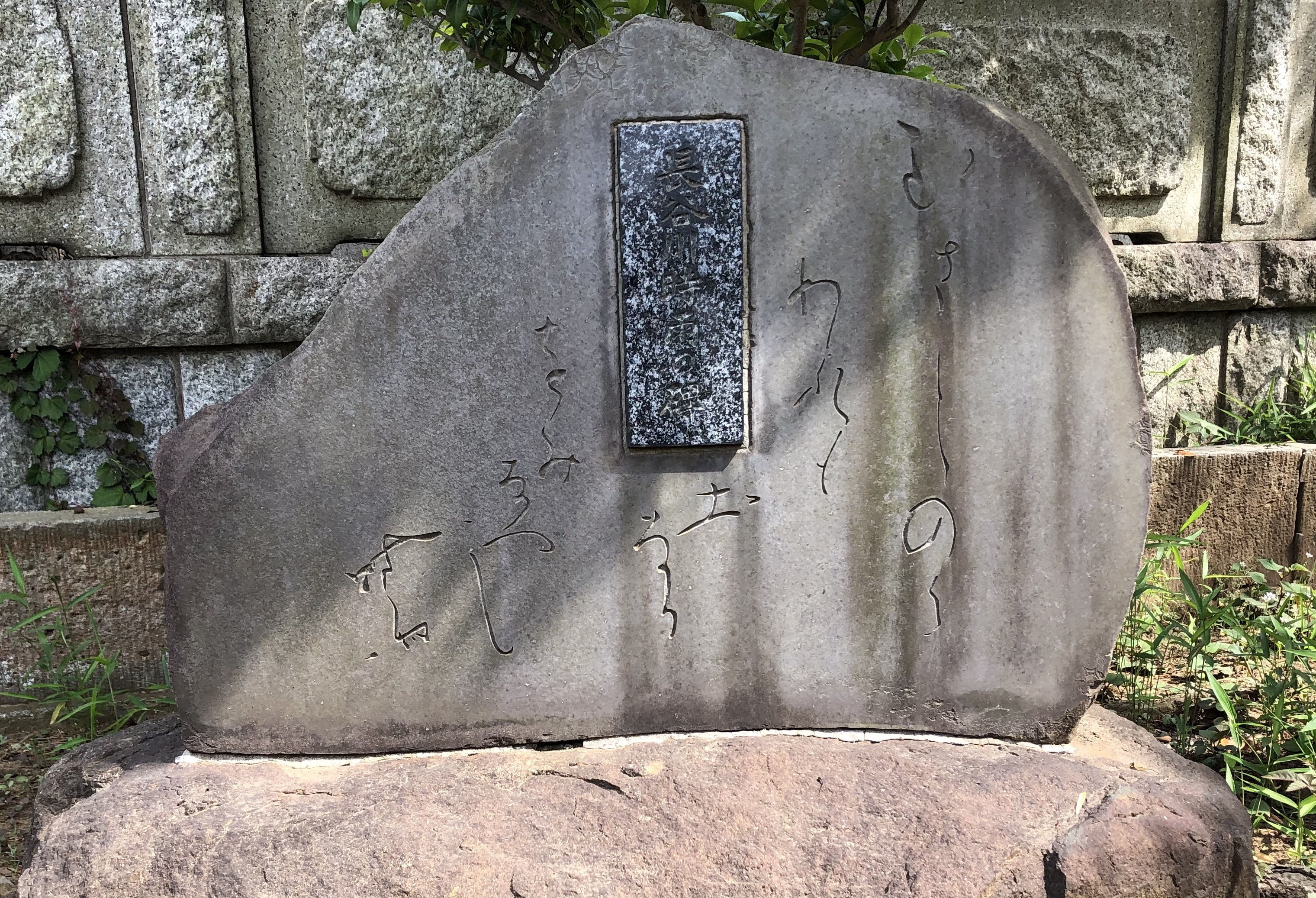
長谷川時雨文学碑（横浜市鶴見区總持寺）

### 主な劇作
本項および次項で、例えばz1 とあるのは、全集の第1巻に載っている、の意である。
- 1905年：『海潮音』（1幕）、読売新聞の懸賞に入選し、同誌に掲載。/ 1908年、新富座で、喜多村緑郎、伊井蓉峰らが初演。喜多村が当たり役とした。
- 1908年：『覇王丸』（史劇）、日本海事協会の募集に当選し、『演藝画報』に掲載。/『花王丸』z5と改題し歌舞伎座で、六代目尾上菊五郎、初代中村吉右衛門らが初演。菊五郎が認められた。
- 1911年：『操』、『演芸画報』掲載。『さくら吹雪』z5と改題し歌舞伎座で、菊五郎、七代目坂東三津五郎らが初演。菊五郎が当たり役とした。
- 1912年：『竹取物語』z5、シバヰ誌掲載。歌舞伎座で、五代目中村歌右衞門らが初演。
- 1913年、『玉ははき』、歌舞伎座で初演。
- 1913年：『空華』z5、歌舞伎座で初演
- 1913年：『足利尊氏』、『湊川皐月の一夜』と改題し歌舞伎座で初演。
- 1913年：『丁字みだれ』z5、市村座で初演。
- 1913年：『江島生島』歌舞伎座で初演。現在まで上演度々。
- 1915年：『お国山三歌舞伎草紙』、市村座で初演した。現在まで上演度々。

### 『旧聞日本橋』
家族から「アンポンタン」と呼ばれていた幼少時の、生家周辺の様子や、そこに住む人々、血縁の人々についての、素朴ながら丹念な観察眼による回想録。1929年4月から1932年5月にかけて「日本橋」と題されて連載された。1935年2月に岡倉書房から『旧聞日本橋』に題を改めて、三上於菟吉の序文を付して1000部限定で単行本化された。1971年に青蛙房から、『季刊日本橋』1935年7月号掲載の「大門通り界隈」、『改造』1935年5月号「鉄くそぶとり」、『東陽』1936年8-9月号「鬼眼鏡と鉄屑ぶとり」、『新女苑』1941年11月-1942年1月号「渡りきらぬ橋」が追加されて復刊された。1983年に岩波文庫刊（「渡りきらぬ橋」を除く）。江戸から文明開化の時代へ移り変わる中で、苦闘する市井の人々の心情が、つぶさに描かれている。大伝馬町にあった大丸呉服店の店員の不自由さや、芸妓たちへの視線は、女性解放雑誌の主宰者らしさも現れている。

### 主な著作
重版改版は、最新と思われる版のみ / 印の後に記す。
単行本
- 『日本美人伝』、聚精堂 新婦人叢書1（1911年）（125人）
- 『臙脂伝』、聚精堂 新婦人叢書6（1912年）（25人）
- 『美人伝』、東京社（1918年）/不二出版『青鞜』の女たち9（1986年)
- 『名婦伝』、実業之日本社（1919年）（千日女、伊賀の局、慧春尼、津田勝子、芳春夫人松子、瓜生岩子、奥村五百子など）z3
- 『情熱の女』、玄文社（1919年）（美人伝）/ゆまに書房 近代女性作家精選集28（2000年）
- 『処女時代』、平凡社（1929年）/ゆまに書房 近代女性作家精選集13（1999年）ISBN 9784897148540
- 三上於菟吉と共著：『春の鳥』、平凡社 令女文学全集13（1930年）（時雨4篇、於菟吉1篇）
- 『旧聞日本橋』、岡倉書房（1935年）/岩波文庫（2000年）ISBN 9784003110317
- 『草魚』、サイレン社（1935年）/ゆまに書房 女性のみた近代1-20（2000年）ISBN 9784843301098
- 『近代美人伝』、サイレン社（1936年）（マダム貞奴、樋口一葉、鹿島恵津子、竹本綾之助、大橋須磨子、松井須磨子、九条武子など20人）z3 /クレス出版 日本人物誌選集6（2007）ISBN  9784877333812
- 『春帯記 明治大正女性抄』、岡倉書房（1937年）（美人伝）z2
- 樋口一葉著、長谷川時雨評釋：『評釋一葉小説全集』、冨山房百科文庫（1938年）
- 『きもの』、実業之日本社（1939年）
- 『桃』、中央公論社（1939年）
- 『紅燈和蘭船』、春陽堂文庫（1941年?）

没後
- 『働くをんな』、実業之日本社（1942年）
- 『東京開港』、日本文林社（1947年）z1
- 『廿八日、小説雲、落日、小説暗、かっぽれ、マダム貞奴』、筑摩書房 明治文学全集82（1965年）の中
- 『操』脚本、筑摩書房 明治文学全集85（1966年）の中
- 『ある日の午後』、筑摩書房 明治文学全集86（1969年）の中
- 『江島生島』、東京創元社 名作歌舞伎全集24（1972年）の中
- 杉本苑子編：『新編近代美人伝 上下』、岩波文庫（1985年）ISBN 9784003110324 & ISBN 9784003110331

作品集
- 『時雨脚本集 1』（業火の洗禮、暗夜、つくしの空、犬、氷の雨、手児奈z5、西の空、北國薬研谷、ミイの生れた朝、月に住む人）、女人芸術社（1929年）/ゆまに書房 近代女性作家精選集14（1999年）ISBN 9784897148557
- 『長谷川時雨全集』全5巻、日本文林社（1941 - 1942） /復刻版、不二出版（1993）
  - 第1巻：円地文子編、小説
  - 第2巻：森三千代編、女性伝
  - 第3巻：岡田八千代編、美人伝
  - 第4巻：真杉静枝 編、随筆等
  - 第5巻：岡田禎子編、戯曲等

各巻の内容は、国会図書館のサイトを検索して見られる。
- 尾形明子編：『長谷川時雨』、日本図書センター 作家の自伝26（1995年）ISBN 9784820593966（『薄ずみいろ』『おふうちゃん』『石のをんな』『東京開港（抄）』『渡り切らぬ橋』）
- 日本近代文学館編：『文学者の日記8 長谷川時雨 & 深尾須磨子』、博文館新社 日本近代文学館資料叢書（1999年）ISBN 9784891779788
- 尾形明子監修：『情熱の女』復刻、2000.11年ゆまに書房 近代女性作家精選集028（2000年）ISBN 9784843301906
- 長谷川啓監修：『時代の娘』復刻、ゆまに書房 戦時下の女性文学7（2002年）ISBN 9784843305430
- 尾形明子編：『長谷川時雨作品集』、藤原書店（2009）ISBN 9784894347175

## 父・長谷川渓石
長谷川渓石（1842年（天保13年） - 1918年（大正7年）7月30日、本名深造）は、呉服商の子に生まれた。幼名は虎太郎。家業を嫌って千葉周作の道場で剣術を学び、浮世絵師歌川国芳に絵の手ほどきを受けた。維新では開城された江戸城で官軍として守備に就いた。吹上藩士7名が重臣を殺害した罪で割腹を命じられた際、介錯人の一人として人首を断ち、正親町三条実愛刑部卿より報奨を得る。
明治2年に刑法官を任じられて刑部省に入り、明治10年に退職、明治12年に無試験免許代言人となる。吉原の改革に尽力した松本新造の使い込み事件での弁護や、娼妓自由廃業で楼主側の支援がある。初期自由党にも参加した。また東京市会議員もつとめた。東京市水道部主査を兼任していたことから、汚物処理請負業者や水道管納入業者からたびたび賄賂を受け取っていた不正が発覚し、収賄罪で逮捕された。また、月島の借地権の売買転貸不正事件にも連座した。交友関係に星亨、鵜沢総明、小室信夫らがいる。
嘉永頃から明治初めまでの24年に渡り、江戸市中の出来事や風俗を描いた150図があり、時雨がこのうち50図を一周忌に『実見画録』として刊行（2014年『江戸東京実見画録』として岩波文庫）、また『旧聞日本橋』単行本化に際して挿絵として使われた。また本名での著書『改正訴訟入費償却規則』（1876年）もある。

## 参考図書
- 尾形明子：『女人芸術の世界 長谷川時雨とその周辺』、ドメス出版　（1980）ISBN 9784810701173
- 長谷川仁著・紅野敏郎編：『長谷川時雨 人と生涯』、ドメス出版　（1982）ISBN 9784810701388
- 岩橋邦枝：『評伝長谷川時雨』、筑摩書房（1993）ISBN 9784480823069 /講談社文芸文庫（1999）ISBN 9784061976870
- 尾形明子：『「輝ク」の時代 長谷川時雨とその周辺』、ドメス出版　（1993）ISBN 9784810703658
- 尾形明子編：『作家の自伝26 長谷川時雨』、日本図書センター（1995）、ISBN 482059396X
- 森下真理：『わたしの長谷川時雨』、ドメス出版（2005）ISBN 9784810706574